# Fujiwara no Nakafumi
Fujiwara no Nakafumi (藤原 仲文, anche Nakafun; 923 – 992) è stato un poeta giapponese waka del medio periodo Heian.
Era della Casa Cerimoniale del clan Fujiwara e suo padre era Fujiwara no Kimikatu. È annoverato tra i Trentasei immortali della poesia.

## Biografia
Divenne un Kurodo (segretario) del principe imperiale Norihira (in seguito imperatore Reizei) che allora era principe ereditario. 
Ha poi servito come governatore della provincia di Kaga e come governatore della provincia di Iga) e Ueno no kuni no suke (funzionario responsabile dell'amministrazione regionale di Ueno), e nel 977 è stato promosso a Shogoinoge (Quinto grado senior, grado inferiore). Divenne uno stretto servitore dell'imperatore Reizei e servì anche Fujiwara no Yoritada e Fujiwara no Michikane.
Ha interagito con altri poeti waka come Kiyohara no Motosuke e Ōnakatomi no Yoshinobu.
Le poesie di Nakafumi sono incluse in diverse antologie di poesia imperiale, tra cui il Chokusen Wakashū. Rimane anche una raccolta personale di poesie nota come Nakafumishū.